# Broken Teeth
Broken Teeth est un groupe américain de hard rock, originaire d'Austin, au Texas. Le groupe se compose à l'origine de Jason McMaster (chant), de Jared Tuten (guitare), de David Beeson (guitare), de Travis Weiss (basse) et de Bruce Rivers (batterie). Entre 1999 et 2010, ils comptent cinq albums (Broken Teeth, Guilty Pleasure, Blood on the Radio, Electric et Viva la Rock, Fantastico).

## Historique
Broken Teeth est formé en 1999 par Jason McMaster. À l'origine, il recrute d'anciens membres des groupes Dangerous Toys, Dirty Look, et Pariah pour un projet parallèle qui les mènera à s'amuser en reprenant des groupes comme AC/DC, Rose Tattoo et The Four Horsemen.
Le groupe publie la même année, un album, éponyme, avec McMaster au chant, Lidel à la guitare solo, Bruce Rivers à la batterie, Willy Yung à la basse et Joe-E Yung à la guitare rythmique. 
En 2002, leur deuxième album studio, Guilty Pleasure, fait participer Jared Tuten à la guitare (remplaçant Joe-E Yung), et Mike Watson (ex-Dangerous Toys) à la basse. Lidel quitte le groupe en 2006 pour se concentrer sur son projet, Adrenaline Factor. Il est remplacé par Dave Beeson, avec qui le groupe enregistre l'album Electric, publié en 2008.
Le 26 janvier 2010, le groupe publie Viva la Rock, Fantastico!, qui est remarqué par la presse spécialisée,. Il comprend treize morceaux et est publié au label Perris Records. L'album est écrit pendant la tournée Blood on the Road Tour entre 2008 et 2009.
En septembre 2015, Blabbermouth.net annonce l'arrivée d'un nouvel album du groupe en formats CD et vinyle, intitulé Bulldozer qui comprend cinq morceaux classiques du groupe ; Raining Fire, The Rough and the Tumble, Red River Rising, Devil on the Road (issu de leur best of) et Flamethrower (déjà publié comme single numérique) et deux reprises : The Hammer de Motörhead et Lightning Strikes d'Aerosmith. La release party se tiendra le 23 octobre 2015 au Sidewinder d'Austin, Texas.